# Tides from Nebula
Tides from Nebula est un groupe de post-rock fondé en 2008 à Varsovie.

## Membres
- Maciej Karbowski : guitare, claviers
- Przemek Węgłowski : basse
- Tomasz Stołowski : batterie